# 周翼明
周翼明（1579年—1619年4月15日），字季醇，號廷璋，浙江嘉興府平湖縣乍所人，明朝軍事人物。

## 生平
周翼明在萬曆三十四年（1606年）和三十七年（1609年）中兩科武舉人，三十八年（1610年）成武進士，獲授衛鎮撫，陞昌國守備。當時日本商船迷途到岸，有武官貪功打算誣告為盜賊，他堅持不可因此被中傷辭官。
兩年後，朝廷讓周翼明署任金盤守備，轉臨觀守備，倭寇入侵溫州，他帶領士兵到莫山驅逐，萬曆四十六年（1618年）以遊擊任副將協助浙江巡撫劉一焜前往遼東支援；軍隊到達兩日後未休息，經過深河與力牛毛馬家諸寨，被後金軍隊圍捕，士兵死去一千五百人，他突圍而出，剩下一千餘人走上青石嶺，有人勸他逃走，他大聲說：「你阻止我死，不是壯士！」因此戰死，年四十一歲，賜祭葬，追贈都督僉事，建慰忠祠，兒子周元起世襲乍浦所百戶。

## 引用
1. 1 2  光緒《平湖縣志·卷十五·列傳一》：周翼明，字季醇，號廷璋，少習韜略，中萬歷庚戌武進士，授衛鎮撫，陞昌國備。倭賈船飄洋至，貪弁欲借為功，翼明持不可遂被讒歸。歸二年，幕府檄署金盤，復署臨觀。倭犯溫州，翼明提兵由大洋抵莫山逐之；撫順失守，徵兵浙江，諸弁縮肭莫敢往，翼明慨然請行以浙兵副將，充大將軍劉挺部右翼先鋒。時翼明到才二日，四千里重研兵不得休息，隨綎出寬奠次深河，力戰克牛毛馬家諸砦，為大兵所乘，四面被圍千總死者三人，士卒死者千五百人。翼明突圍出，尚一千餘人上青石嶺，或勸之逸，厲聲曰：「汝止吾不死，非壯士也！」遂戰死，年四十一，賜祭葬，贈都督僉事，建慰忠祠 按祠今無考 。予春秋祭蔭，子元起乍浦所百戶世襲 程忠節、朱忠節、高行誼、張忠臣、王列傳。
2. ↑  光緒《平湖縣志·卷十三·選舉志》：（武）舉人 明 （萬曆）丙午己酉二科 周翼明 乍所人，庚戌
3. ↑  《明神宗顯皇帝實錄·卷五百七十五》：（萬曆四十六年十月）辛酉浙江廵撫劉一焜遣兵援遼，以挑選四千人分為八營，總捕彭天翔為主將領左右中前後五營，原任備倭把總周翼明為副將，領正奇遊三營，給以衣甲器械，因奏本官職卑難以統馭，請加遊擊、備禦等銜，從之。
4. ↑  道光《嘉興府志·卷二十八·人物志》：周翼明，字季醇，乍浦所軍舍，以武進士授昌國把總，賈舶失途至，同事欲誣以盜，翼明持不可，遂被讒歸。歸二年，起署金盤，厯臨觀，倭犯溫州，翼明入大洋，抵莫山逐之；討建州，領浙兵為都督劉綎先鋒，由寬甸深入，破牛毛、馬家、深河、古火、狐狸十五寨，至黃壤兵潰戰死，賜祭葬，贈都督僉事，建慰忠祠，蔭乍浦所百戶世襲。